# Coleophora megaloptila
Coleophora megaloptila é uma espécie de mariposa do gênero Coleophora pertencente à família Coleophoridae.